# Bavispe
Bavispe är en ort i Mexiko.   Den ligger i kommunen Bavispe och delstaten Sonora, i den nordvästra delen av landet, 1 600 km nordväst om huvudstaden Mexico City. Bavispe ligger 1 016 meter över havet och antalet invånare är 701.
Terrängen runt Bavispe är kuperad söderut, men norrut är den platt.  Trakten runt Bavispe är nära nog obefolkad, med mindre än två invånare per kvadratkilometer. Närmaste större samhälle är Bacerac, 13,7 km söder om Bavispe. Omgivningarna runt Bavispe är i huvudsak ett öppet busklandskap.